# Аэко, Жак
Жак Аэко (фр. Jacques Haeko; род. 23 апреля 1984) — новокаледонский футболист, нападающий клуба «Лосси». Выступал за сборную Новой Каледонии.

## Карьера

### Клубная
Жак является воспитанником футбольной школы ФК «Лосси». Там же в 2008 году он подписал свой первый профессиональный контракт. Аэко выступает за молодёжный состав своего клуба. Дебют в основе пока не состоялся.

### Международная
Дебют игрока в национальной сборной состоялся 1 сентября 2011 года в возрасте 27 лет 4 месяцев и 8 дней. Тогда Новая Каледония играла с Тувалу. В этом же матче Жак забил свой первый гол за сборную на 50-й минуте, сделав счёт 5:0. Игра закончилась разгромной победой Новой Каледонии со счётом 8:0.
Жак вошёл в состав своей сборной на Кубок наций ОФК 2012. Он выходил на поле во всех 5 матчах и забил 6 голов. В итоге футболист стал лучшим бомбардиром Кубка наций ОФК 2012.

## Достижения

### Личные
- Лучший бомбардир Кубка наций ОФК (1): 2012

### Командные
- Финалист Кубка наций ОФК (1): 2012